# مسجد تازه محله

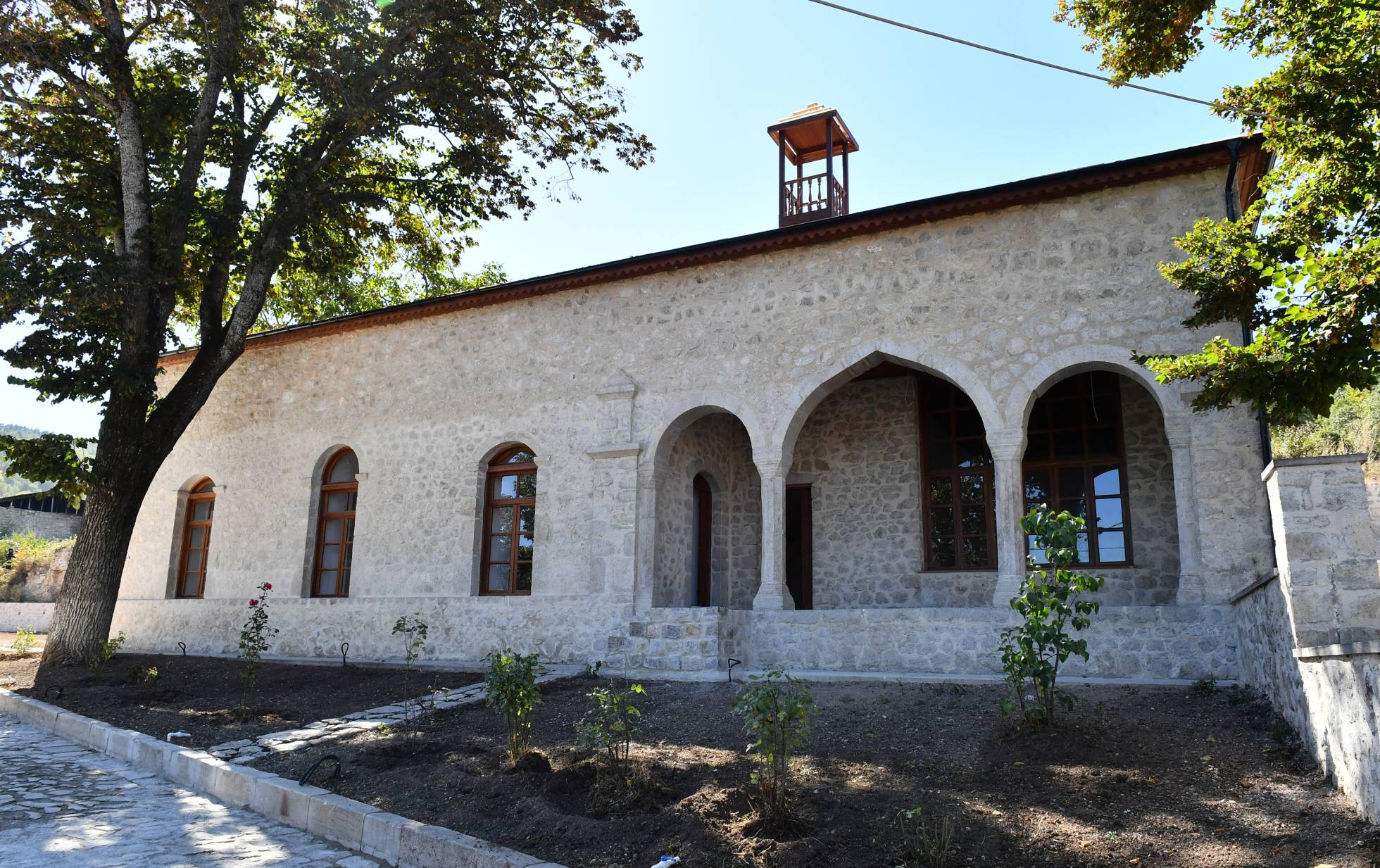
مسجد تازه محله

مسجد تازه محله (ترکی آذربایجانی: Təzə məhəllə məscidi) یک مسجد در شهر شوشی است. علت نام آن قرار گرفتن مسجد در محله نسبتاً جدید شهر شوشی است. این مسجد یکی از ۱۷ مسجدی بود که در اواخر قرن نوزدهم در شوشی فعال بود. در خیابان فریدون‌بیگ کوچرلی محله تازه محله شوش قرار داشت.